# Леонід Жаботинський (монета)
«Леоні́д Жаботи́нський» — ювілейна монета номіналом 2 гривні, випущена Національним банком України. Присвячена українському спортсмену, дворазовому олімпійському чемпіону з важкої атлетики в суперважкій ваговій категорії, чотириразовому чемпіону світу і дворазовому чемпіону Європи, неодноразовому рекордсмену світу, який за спортивну кар'єру встановив 19 світових рекордів, — Леоніду Івановичу Жаботинському.
Монету введено в обіг 23 січня 2018 року. Вона належить до серії «Видатні особистості України».

## Опис та характеристики монети
| Номінал грн. | Метал      | Маса, грам | Діаметр, мм. | Якість виготовлення       | Гурт     | Тираж, штук |
| ------------ | ---------- | ---------- | ------------ | ------------------------- | -------- | ----------- |
| 2            | нейзильбер | 12,8       | 31           | спеціальний анциркулейтед | рифлений | 35 000      |

### Аверс
На аверсі монети розміщено: угорі, на рельєфному тлі — малий Державний Герб України, під яким — напис «УКРАЇНА»; постать спортсмена з переможно піднятими руками біля штанги; ліворуч від нього на дзеркальному тлі — стилізоване спортивне табло, на якому відображені олімпійський та світовий рекорди; праворуч — рік карбування монети та номінал «2018/2/ГРИВНІ», логотип Банкнотно-монетного двору Національного банку України (унизу).

### Реверс
На реверсі монети зображено портрет Леоніда Жаботинського, ліворуч від якого роки його життя «1938—2016», постать спортсмена зі штангою та напис півколом «ЛЕОНІД ЖАБОТИНСЬКИЙ».

## Автори

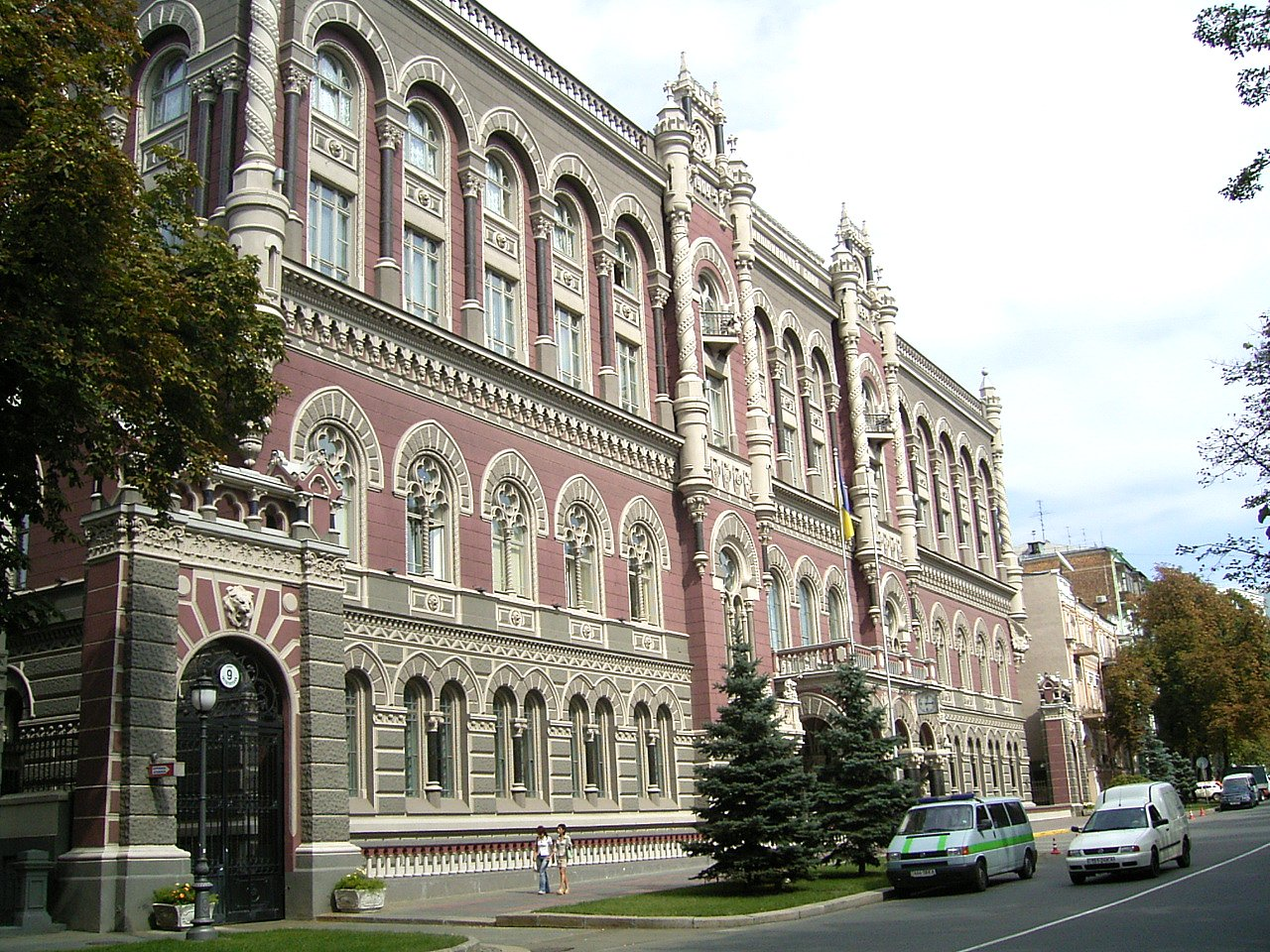
Будівля Національного банку України

- Художники: Таран Володимир, Харук Олександр, Харук Сергій.
- Скульптори: Атаманчук Володимир, Іваненко Святослав.

## Вартість монети
Під час введення монети в обіг 2018 року, Національний банк України реалізовував монету через свої філії за ціною 40 гривень.
Фактична приблизна вартість монети, з роками змінювалася так:
| Рік        | 2018 | 2019 | 2020 | 2021 | 2022 | 2023 | 2024 | 2025 |
| ---------- | ---- | ---- | ---- | ---- | ---- | ---- | ---- | ---- |
| Ціна, грн. | 50   | 50   | 50   | 55   | 55   | 100  | 140  | 180  |